# Paul Sarkozy

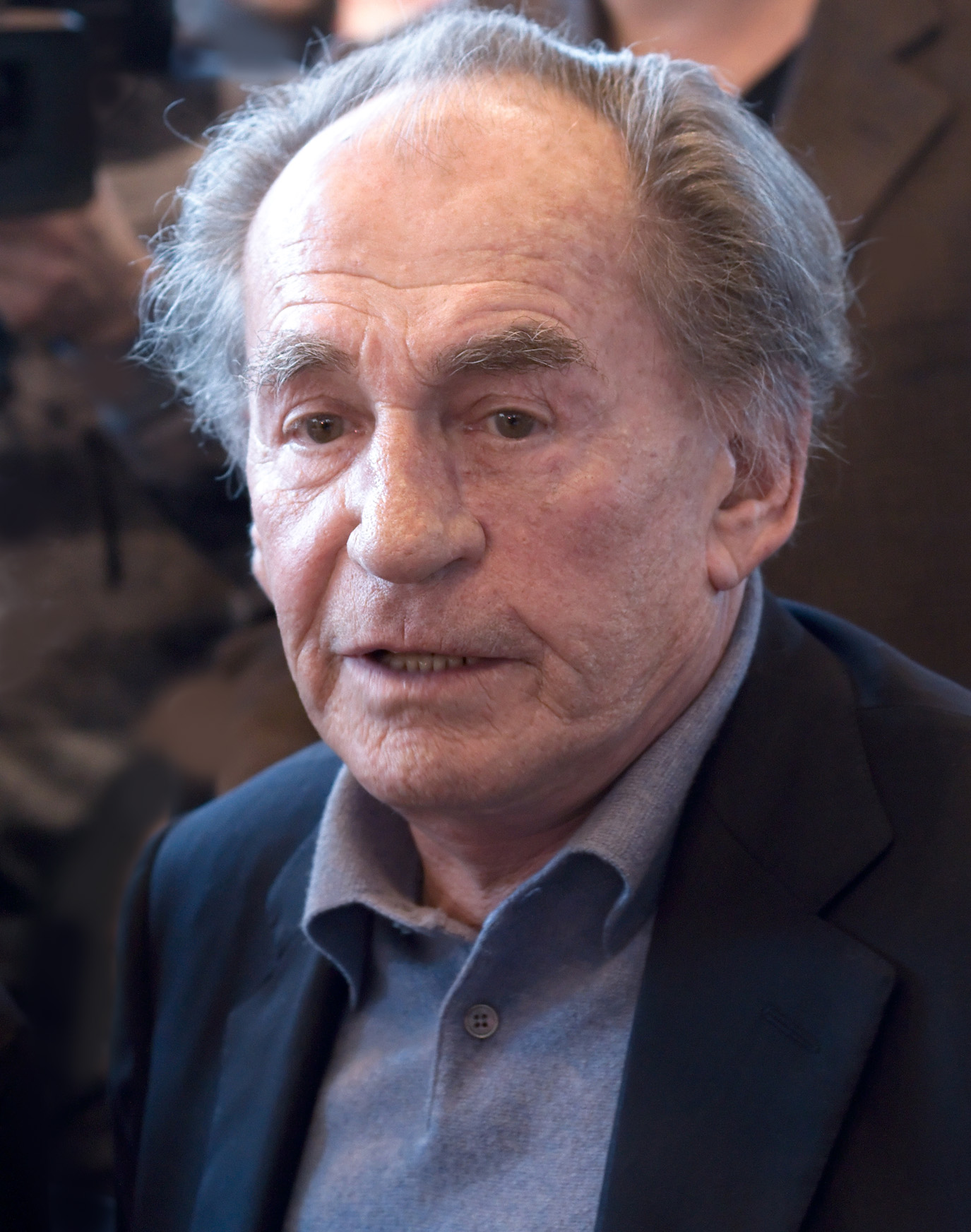
Paul Sarkozy nel 2010.

Paul Sarközy de Nagy-Bocsaï (Budapest, 5 maggio 1928 – Parigi, 4 marzo 2023) è stato un militare, imprenditore e pittore ungherese naturalizzato francese, volontario nella Legione straniera francese, noto anche per essere il padre di Nicolas Sarkozy, ex presidente della Repubblica Francese.

## Biografia
Pál István Ernő Nagybócsai Sárközy è nato a Budapest nel 1928 in una ricca famiglia aristocratica ungherese le cui origini risalgono al 10 settembre 1628 quando l'imperatore Ferdinando II, re di Boemia e Ungheria, la investì con titoli nobiliari nella persona del suo antenato Mihály Sárközy. La famiglia era proprietaria di vaste terre e un castello a Alattyán, situato a 100 chilometri dalla capitale. I genitori erano György Sándor Sárközy Nagybócsai (1896-1948), luogotenente dell'esercito ungherese e Katalin Ilona Anna «Katinka» Tamás Csáfordi Tóth (1902-2000), agente immobiliare.
Paul Sarkozy compì i suoi primi studi in un collegio del Vallese in Svizzera. Nel 1944 con l'arrivo e l'occupazione dell'Ungheria da parte dell'Armata Rossa e la conseguente confisca immediata di tutte le proprietà e i beni appartenenti alla famiglia, Paul emigrò nell'Europa occidentale.
Dopo numerose peripezie attraverso l'Austria, la Germania ed un momentaneo ritorno in patria, nel 1946 a Baden-Baden Sarkozy incontrò un reclutatore francese e si arruolò nella Legione straniera. Sarkozy, firmato un contratto di ingaggio di cinque anni, prestò servizio in Algeria, a Sidi Bel Abbes, presso il 1º Reggimento straniero, ma fu congedato a Marsiglia il 28 novembre 1948 in quanto ritenuto non adatto dal punto di vista sanitario a prestare servizio in Indocina, dove si stava combattendo una sanguinosa guerra contro gli insorti Viet Minh.
Ritornato a Parigi il 2 dicembre 1948 come clandestino, trascorse le prime notti dormendo nella stazione Wagram della metropolitana e svolse diversi lavori saltuari prima di cominciare a lavorare nel mondo della pubblicità. Nel 1950 sposò la futura madre di Nicolas, Andrée Mallah, figlia di un uomo d'affari greco di origini ebraiche, andando a vivere a Neuilly-sur-Seine, elegante sobborgo parigino. In breve divenne un ricco imprenditore e, con una vincita al gioco al casinò di Deauville contro l'attore Yul Brinner comprò una casa in campagna e fondò un'agenzia pubblicitaria occupandosi della promozione di alcuni grandi marchi della moda. Nel 1959 Paul Sarkozy lasciò la moglie ed i tre figli Guillaume (1951), Nicolas (1955) e François (1959), e partì per gli Stati Uniti d'America, dove si risposò nel 1966 con Christine de Ganay. Da questo matrimonio sono nati altri due figli: Caroline (1967) e Olivier (1969).
Fino al 1975 è rimasto apolide, successivamente ha ottenuto la cittadinanza francese con il nome di Paul Sarközy de Nagy-Bocsa. Nel 2010 ha pubblicato un libro di memorie, scritto con la collaborazione di Frédérique Drouin, dal titolo Tant de vie.
Sarkozy è stato anche un pittore che ritraeva soggetti a carattere onirico, erotico e surrealista usando, a suo dire, tecniche numeriche. Nel 2008 ha partecipato ad una mostra pittorica a Madrid che è stata replicata nell'esposizione Cardin a Parigi nel corso del 2009.